# Chionosphaera cuniculicola
Chionosphaera cuniculicola är en lavart som beskrevs av R. Kirschner, Begerow & Oberw. 2001. Chionosphaera cuniculicola ingår i släktet Chionosphaera och familjen Chionosphaeraceae.   Inga underarter finns listade i Catalogue of Life.